# ジョン・ウェストウッド

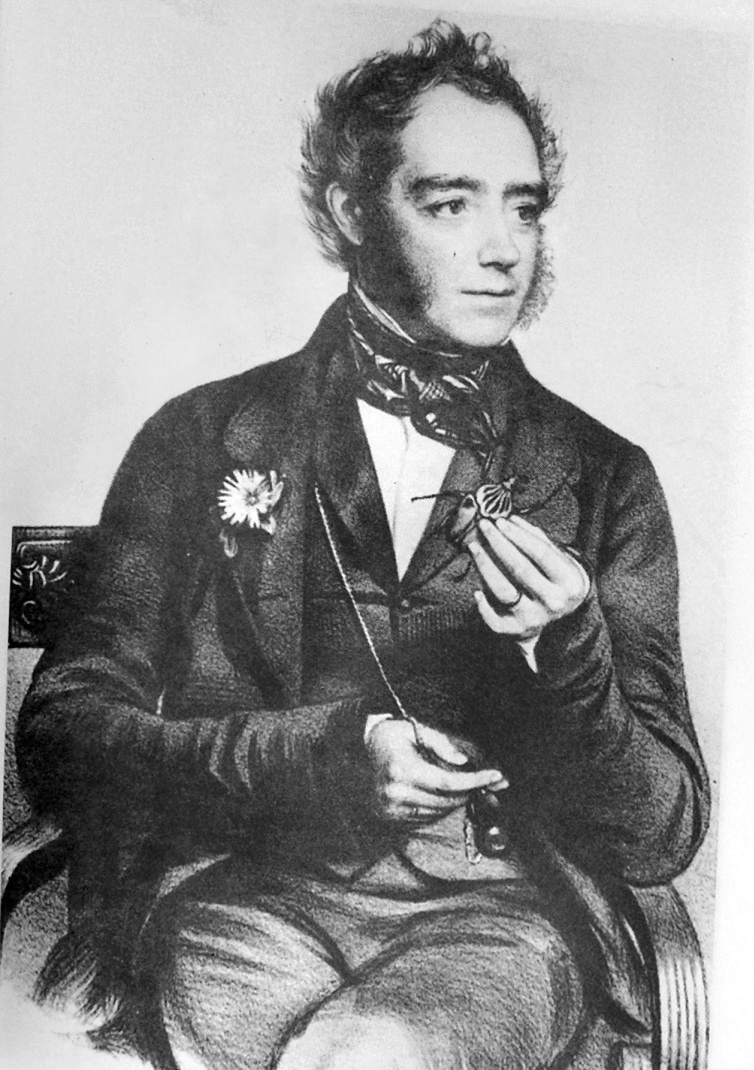
ジョン・オバディア・ウェストウッド

ジョン・オバディア・ウェストウッド（John Obadiah Westwood、1805年12月22日 - 1893年1月2日）はイギリスの昆虫学者、考古学者、博物画家である。19世紀イギリスの重要な昆虫学者で、昆虫を描いた博物画家として知られる。

## 略歴
シェフィールドで生まれた。シェフィールドやリッチフィールドで幼少時代を過ごし、法律を学んだ後、昆虫学や考古学に専念し、多くの著作を行った。
友人の裕福な昆虫収集家、フレデリック・ウィリアム・ホープが作った、オクスフォード大学博物館の昆虫コレクションで学芸員として働き、後にホープの寄付で作られた、オクスフォード大学の動物学の教授職、ホープ教授職についた。園芸雑誌、「ガーデナーズ・クロニクル」（Gardeners' Chronicle）に昆虫学の専門家として寄稿した。
1855年に王立協会のロイヤル・メダルを受賞し、1857年にドイツの科学アカデミーレオポルディーナの会員に選ばれた。ロンドン・リンネ協会のフェローに選ばれ、ロンドン昆虫学会の会長(1852-1853)を務めた。1838年にフランスに作られた「キュヴィエ協会」(Société cuvierienne:1848年まで存続)の設立メンバーとなった。

## 著書の図版
"The cabinet of oriental entomology" の図版

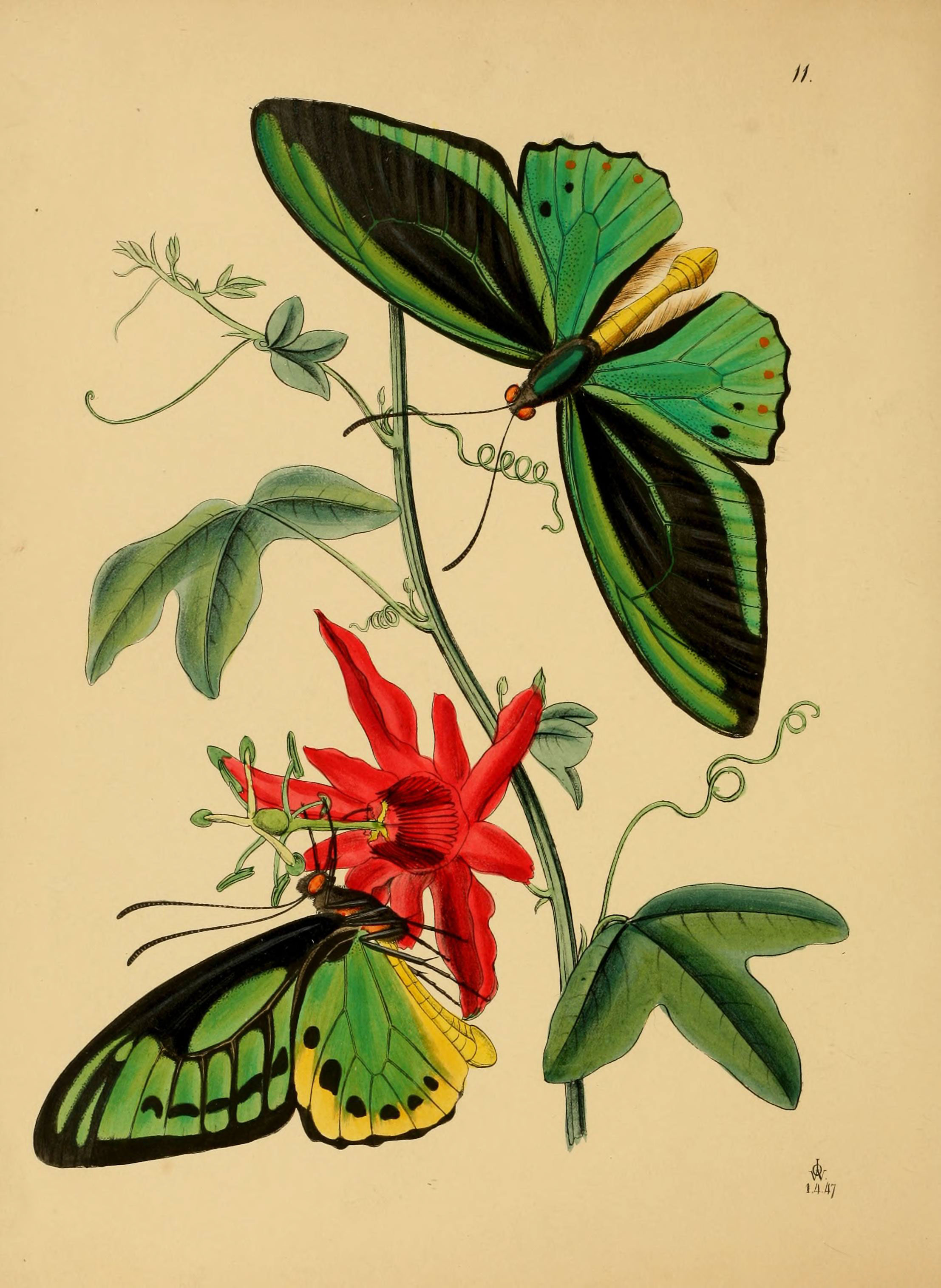
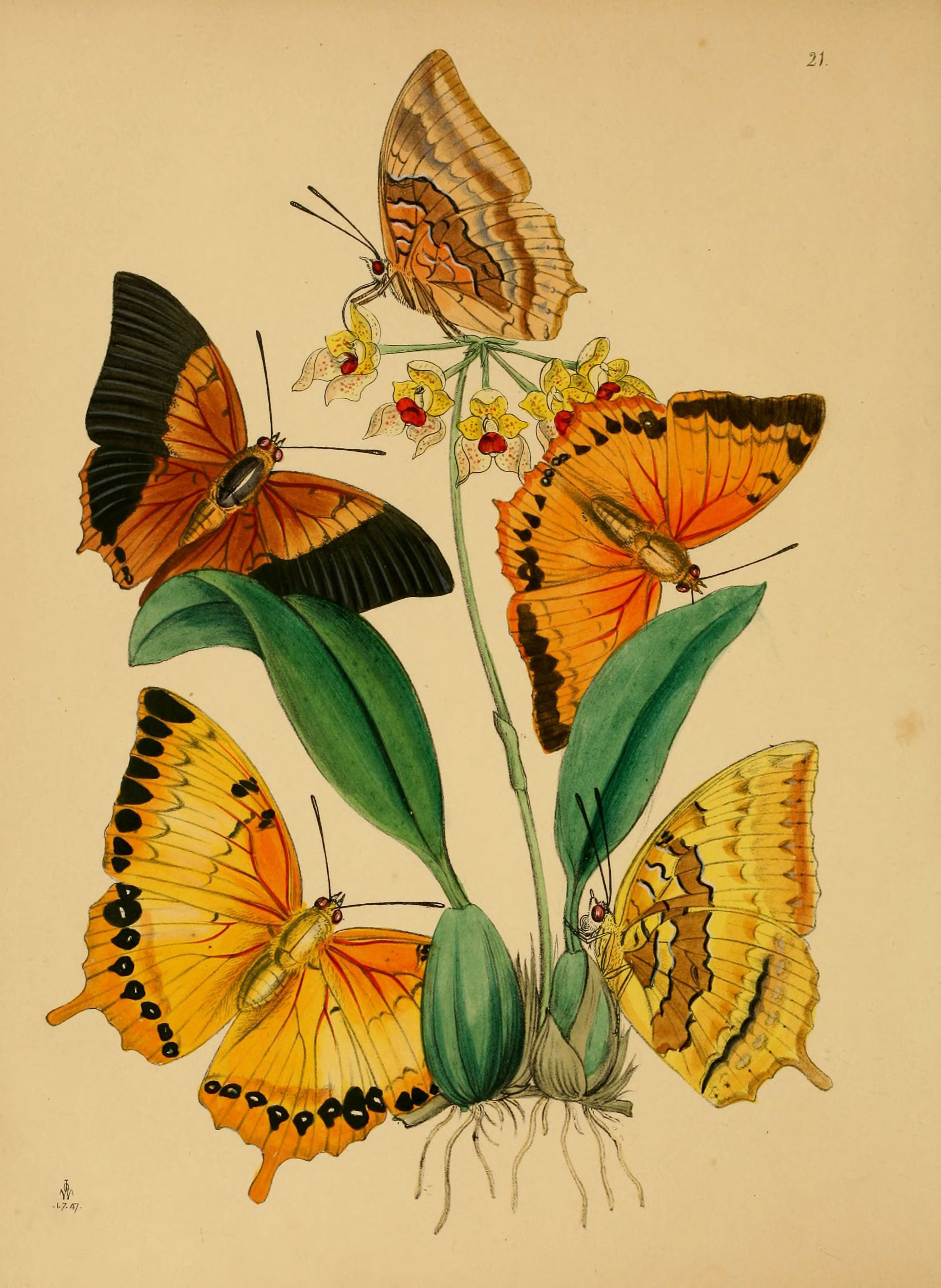
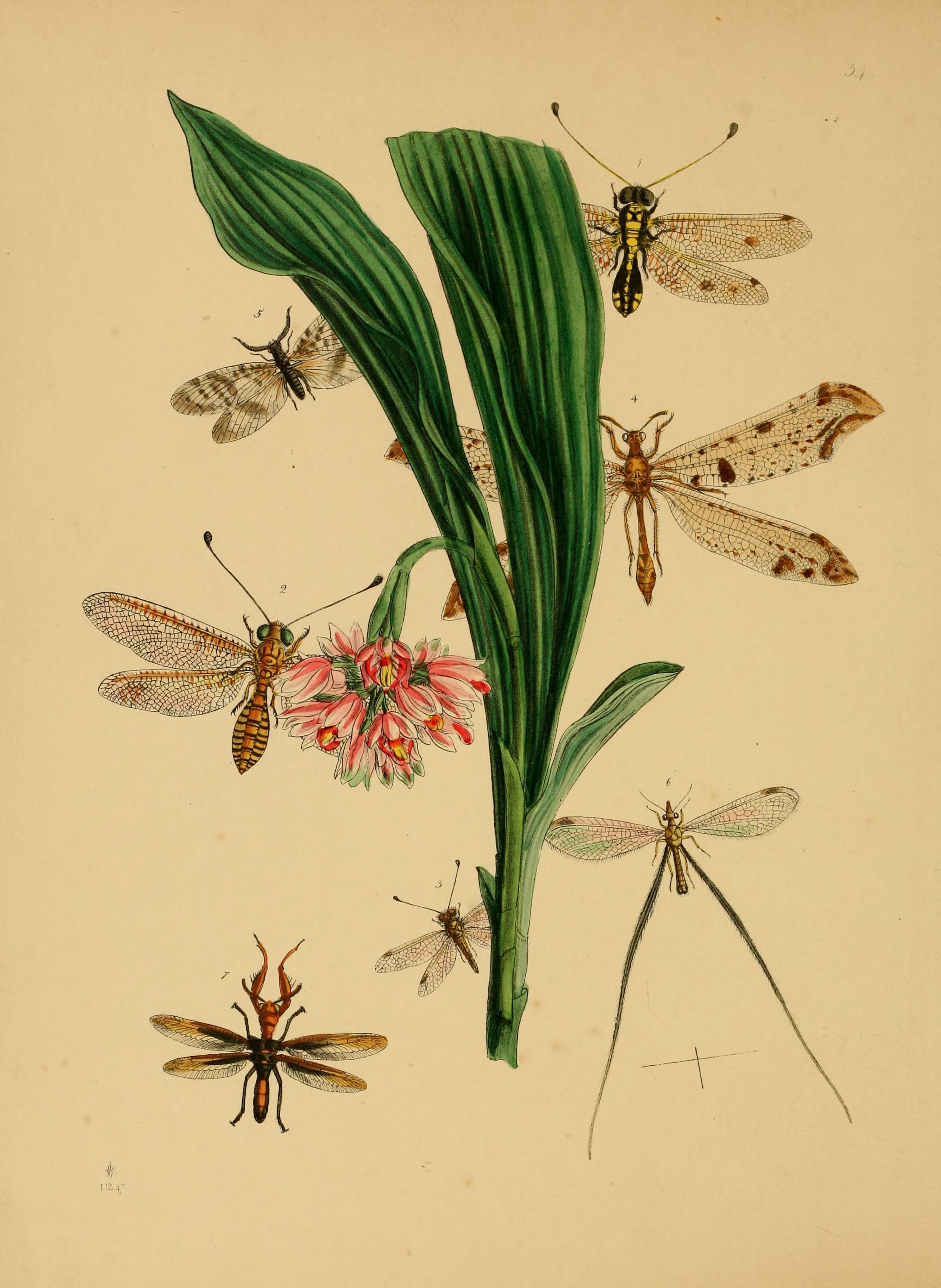
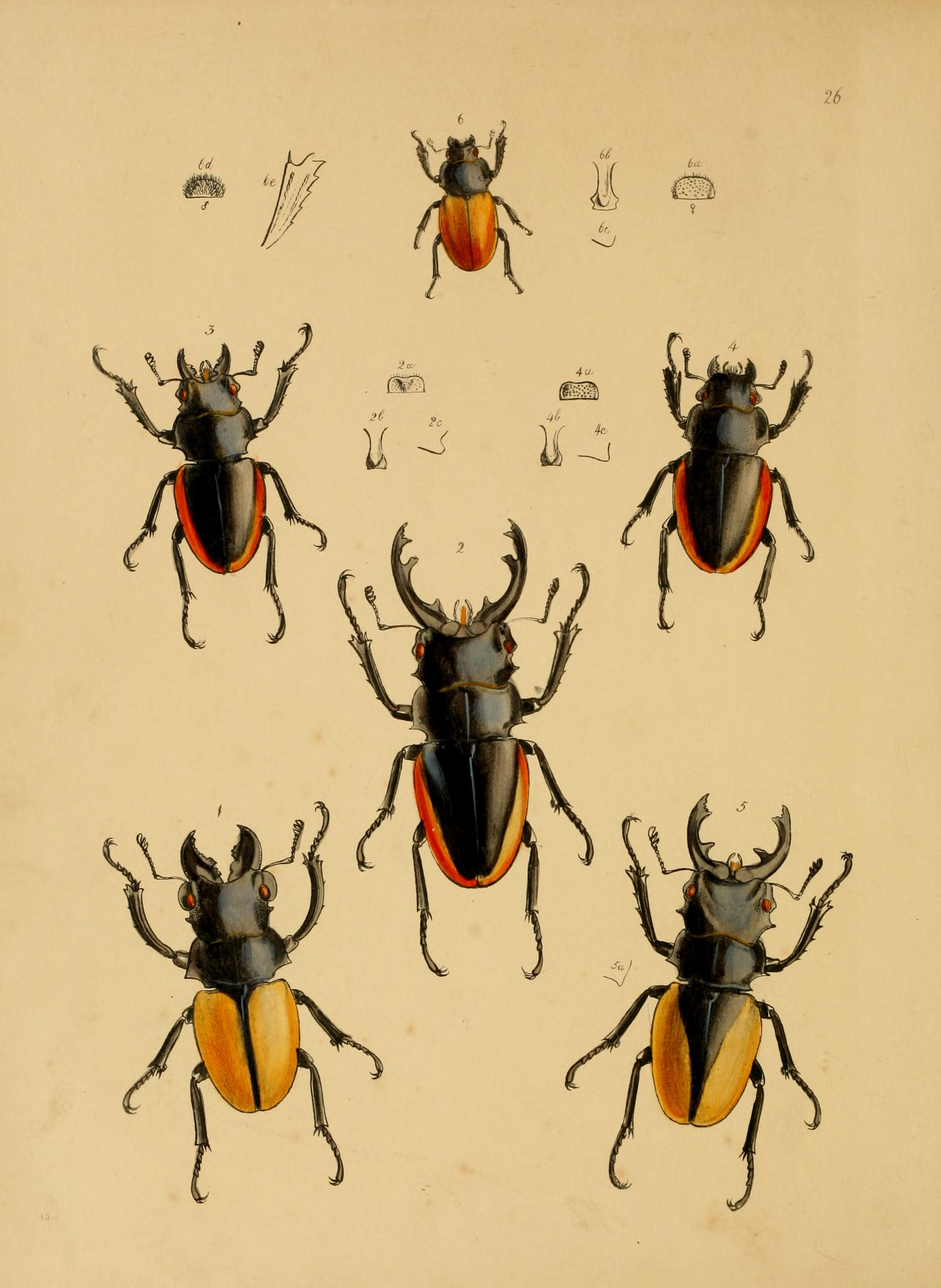
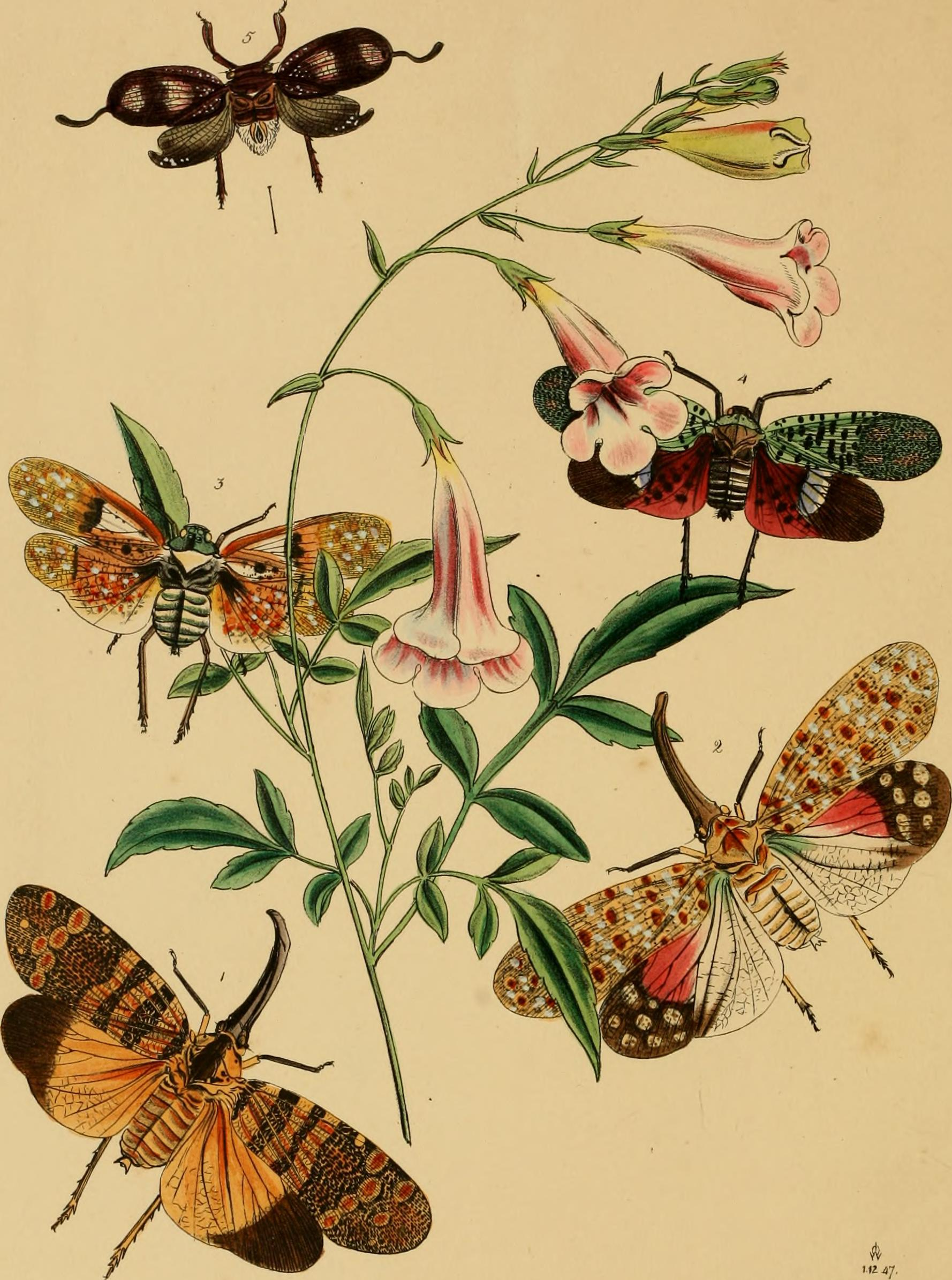

## 著作
- Class Insecta.in Griffith, E. The animal kingdom arranged in conformity with its organisation by the Baron Cuvier, London: Whittaker, London 1832
- An introduction to the modern classification of insects, Longman, Orme, Brown, Green, and Longmans, London, 1839
- Synopsis of the genera of British Insects, Longman, Orme, Brown, Green, and Longmans, London 1840
- Arcana Entomologica; or, Illustrations of Rare, and Interesting Exotic Insects, 1841–1845
- The Cabinet of Oriental Entomology (1848)
- Catalogue of Orthopterous Insects in the Collection of the British Museum, 1859
- Thesaurus entomologicus Oxoniensis, McMillan 1874 doi:10.5962/bhl.title.14077